# Abominable y la ciudad invisible
Abominable y la ciudad invisible es una serie de televisión animada estadounidense producida por DreamWorks Animation bajo DreamWorks Animation Television. La serie actúa como una continuación de la película de 2019, Abominable en la que se basó, que fue coproducida por Pearl Studio, y continúa las aventuras de Yi en un mundo mítico de criaturas más allá del Everest, un yeti con el que se hizo amiga y se une a ella. con Jin y Peng al nuevo mundo. Chloe Bennett (quien también se desempeña como productora consultora del programa), Tenzing Norgay Trainor y Michelle Wong repiten sus respectivos papeles como Yi, Jin y Mei, mientras que Ethan Loh, Darin De Paul, Alan Cumming y Karen Huie dan voz a Peng. Everest, Burnish y Nai Nai, respectivamente, reemplazando a Albert Tsai, Joseph Izzo, Eddie Izzard y Tsai Chin de la película original.
La serie se estrenó el 5 de octubre de 2022 con 10 episodios en Peacock y Hulu. Se lanzó una segunda temporada el 29 de marzo de 2023.

## Argumento
Después de los acontecimientos de la película, Yi, Jin y Peng saben que existe todo un mundo mágico ahí fuera y descubren que sus alrededores están llenos de criaturas mágicas que necesitan su ayuda. Con la ayuda de su viejo amigo yeti, el Everest, emprenderán un viaje por su ciudad y más allá.

## Reparto
- Chloe Bennet como Yi, [3] la líder testaruda y empática de la Creature Brigade y una hábil violinista.

Tenzing Norgay Trainor como Jin, el amigo milenario de Yi y primo mayor de Peng que aspira a ir a la escuela de medicina y convertirse en médico. Sin embargo, tras los acontecimientos de la temporada 2, voluntariamente abandona este sueño para centrarse más en estudiar las criaturas.
- Ethan Loh como Peng, el amigo travieso y divertido de Yi y primo menor de Jin. Albert Tsai originalmente le dio voz en la película original.
- Darin De Paul como Everest, un Yeti amigo de Yi, Jin y Peng. Originalmente, Joseph Izzo le dio voz en la película original, mientras que su voz estuvo a cargo del compositor de la película Rupert Gregson-Williams .
- Alan Cumming como Burnish, el anciano y rico director de Burnish Industries y antiguo enemigo de Yi y sus amigos. Eddie Izzard originalmente le dio voz en la película original.
- Michelle Wong como Mei, la madre de Yi.
- Karen Huie como Nai Nai, la abuela materna de Yi. Tsai Chin originalmente le dio voz en la película original.

Vic Chao, Stephanie Sheh, Caleb Yen, Natalie Chan, Donald Chang, Kara Wang y Harrison Xu proporcionaron voces adicionales.

## Episodios

### Temporada 1
| N.º en serie | N.º en temp. | Título                                                                        | Fecha de estreno original | Fecha de estreno Latinoamérica |
| ------------ | ------------ | ----------------------------------------------------------------------------- | ------------------------- | ------------------------------ |
| 1            | 1            | «El regreso de Éverest» «Everest Returns»                                     | 5 de octubre de 2022      | 5 de febrero de 2024           |
| 2            | 2            | «¡Bienvenido a casa, Éverest!» «Welcome Home, Everest!»                       | 5 de octubre de 2022      | 6 de febrero de 2024           |
| 3            | 3            | «El koi de alcantarilla y el atraco al museo» «Sewer Koi and the Museum Heis» | 5 de octubre de 2022      | 7 de febrero de 2024           |
| 4            | 4            | «Peng vs. Peng» «Peng vs. Peng»                                               | 5 de octubre de 2022      | 8 de febrero de 2024           |
| 5            | 5            | «Jin, el doctor» «Jin's New Look»                                             | 5 de octubre de 2022      | 9 de febrero de 2024           |
| 6            | 6            | «Yi, la niñera» «A Cabbage Kinda Day»                                         | 5 de octubre de 2022      | 12 de febrero de 2024          |
| 7            | 7            | «El Yeti supersticioso» «Yeti Supersitious»                                   | 5 de octubre de 2022      | 13 de febrero de 2024          |
| 8            | 8            | «Todd el sapo mágico» «Toad-al Recall»                                        | 5 de octubre de 2022      | 14 de febrero de 2024          |
| 9            | 9            | «El año nuevo chino - Parte 1» «Chinese Nian Year - Part 1»                   | 5 de octubre de 2022      | 15 de febrero de 2024          |
| 10           | 10           | «El año nuevo chino - Parte 2» «Chinese Nian Year - Part 2»                   | 5 de octubre de 2022      | 16 de febrero de 2024          |

## Premios
El primer episodio, "Everest Returns", ganó el premio a la Mejor Producción de Televisión/Transmisión Animada para Niños en la 50.ª edición de los Annie Awards.